# Santuario Itsukushima

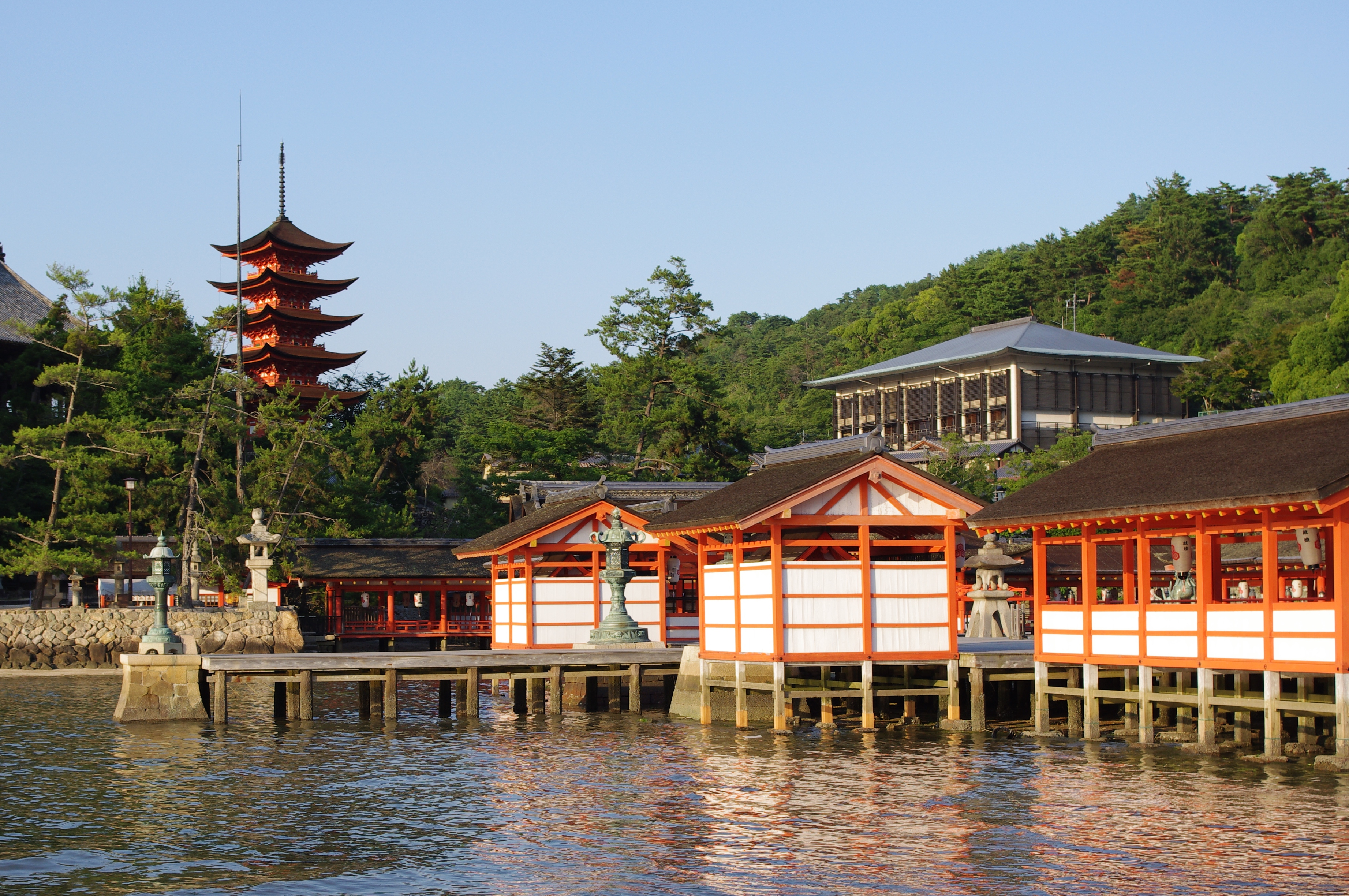

El Santuario Itsukushima (厳島神社 Itsukushima-jinja?) es un santuario sintoísta situado en la isla de Itsukushima, cerca de la ciudad de Hatsukaichi, en la prefectura de Hiroshima, en Japón.
El santuario de Itsukushima es una de las atracciones turísticas más populares de Japón. Es más famoso por su espectacular puerta, o torii, en las afueras del santuario, los picos sagrados del Monte Misen, extensos bosques y su vista al mar. El complejo del santuario en sí consta de dos edificios principales: el santuario Honsha y el Sessha Marodo-jinja, así como de otros 17 edificios y estructuras diferentes que ayudan a distinguirlo.
Está construido sobre el agua. Fue inscrito en la lista del Patrimonio de la Humanidad de la Unesco en el año 1996 y está protegido por severas leyes de conservación del patrimonio. El santuario está gestionado por el gobierno japonés.

## Historia
La isla de Itsukushima es una de las muchas islas del mar Interior de Seto (en japonés: 瀬戸内海, Seto Naikai) y es donde se localiza el monte más elevado de la región, el monte Misen (530 m.). Debido a la costumbre sintoísta de adoración de las montañas el lugar fue considerado sagrado y como tal prohibido a la presencia humana, desde tiempos remotos. Así, el santuario fue construido sobre el agua, junto a la isla, que hoy está considerada parque natural.
Se considera que el Santuario Itsukushima fue fundado en el año 593, pero su existencia solo está confirmada a partir del 811. Se conoció como el "Santuario de la provincia de Aki" durante el período Heian, entre los años 794 y 1185.
Hay registros que en el año 1168, un sacerdote sintoísta, Saeki Kagehiro, había reconstruido y ampliado los edificios, a su configuración actual. Está confirmado que esta reconstrucción había sido financiada por Taira no Kiyomori, uno de los más poderosos jefes de los clanes del período Heian. Taira consideraba que sus éxitos políticos y militares se debía a la influencia de los kami de Itsukushima y ahí rendía culto en todas las ocasiones importantes.
Los edificios principales del santuario fueron destruidos por un incendio en 1207, durante el período Kamakura (1185-1333). Fueron reconstruidos ocho años después, para sufrir una nueva destrucción por el fuego en 1223. Nuevamente fueron reconstruidos en 1241 y son de esta fecha las edificaciones que encontramos, actualmente, en el templo.
Dado que el Itsukushima-jinja se construyó sobre el mar, sufrió frecuentes daños a lo largo de los tiempos, especialmente el gran Torii, que sufrió múltiples reconstrucciones, la última de las cuales fue en 1875. También fueron añadidos nuevos edificios: el Gojûnotô (la pagoda de los cinco niveles) en 1407, el Tahôtô (la pagoda de los dos niveles) en 1523 y varios Honden (edificios con altares a diversos kamis).
La isla de Itsukushima tuvo una destacada importancia comercial debido a su posición en el mar interior de Japón. En el período Muromachi fue construido un mercado, a raíz del cual se empezó a desarrollar un área urbana. Se construyó un templo budista cerca de la cumbre del monte Misen, que también atraía a muchos peregrinos. La isla fue perdiendo su carácter sagrado y restringido, volviéndose en un lugar de gran belleza por la integración paisajística de sus bellezas naturales y de sus edificios religiosos.

## Descripción
Los santuarios sintoístas delimitan un determinado espacio sagrado (Keidai) está habitualmente prohibido (tamagaki) y separando del espacio exterior profano. En las inmediaciones y en su entrada hay, ordinariamente, puertas rituales (torii) señalando el paisaje y el espacio sacro. Dentro de este espacio existen varios edificios (honsha) con funciones rituales específicas. 
Así, en el Santuario Itsukushima, los edificios principales son el Honden (edificio principal y santuario), el Haiden (oratorio) y el Heiden (edificio de las ofrendas) alineados con el gran Torii. Enfrente está el Hirabutai (plataforma ceremonial), donde tienen lugar las danzas ceremoniales Kagura. Del Hirabutai parten dos corredores para el este y para el oeste, que se unen a los edificios secundarios del templo. 
Existe aún un segundo conjunto de santuarios llamado el Sessha Marodo-jinja. Los edificios presentan el estilo arquitectónico tradicional conocido como: Ryōnagare-zukuri.
Existen muchos santuarios sintoístas en Japón pero el santuario Itsukushima es universalmente reconocido como uno de los más bellos y bien conservados, constituye el mejor ejemplo de arquitectura tradicional y valiosa técnica artística, integrado en un paisaje natural extraordinario.

### Detalles
El santuario principal del Santuario de Itsukushima se encuentra en la parte norte de Itsukushima, en las profundidades de una bahía llamada Ariura frente a Ono Seto. En la parte más profunda de la bahía, la oficina central dedicada a las Tres Diosas de Munakata está construida con el norte (estrictamente noroeste) al frente. El santuario principal en la parte posterior y la sala de adoración en primer plano están conectados por una sala de monedas para formar un edificio completo, y el Haraiden se construye frente a la sala de adoración. Frente al santuario (en el lado del mar), hay un escenario con una balaustrada llamado " escenario alto ", que se utiliza para la dedicatoria de la danza. La parte del piso de madera sin techo alrededor se llama " escenario plano ". Pequeños edificios como los santuarios de invitados de las puertas izquierda y derecha y los paraísos izquierdo y derecho se construyen en contacto con el escenario plano . El lado más marino del escenario plano sobresale como un muelle, y esta parte se llama "punta de fuego ardiente" (Hitasaki). Se construye un gran torii en el mar en la extensión del "destino de fuego ardiente" . Los corredores que giran a la izquierda y a la derecha (corredor este, corredor oeste) se extienden desde el lado de la Sala de Purificación, formando un paisaje peculiar del Santuario Itsukushima. En el lado este de la bahía, en medio del corredor este, se encuentra el Santuario Setsumatsusha.(Marodojinja) se encuentra con el oeste al frente. Al igual que la oficina central, el santuario de invitados consta de un santuario principal, una sala de monedas, una sala de adoración y un santuario, pero el tamaño del santuario es más pequeño que el de la oficina central. La mayoría de los edificios anteriores están construidos en la zona del mar, y parece que los edificios están flotando en el mar durante la marea alta. A pesar de esta ubicación, cada edificio no utiliza ninguna técnica de construcción especial, y las piedras de los cimientos se colocan en el lecho marino poco profundo, como los edificios en el suelo, y se erigen estacas (paquetes). Posee un piso de tablas. Las estacas de madera se sumergen en agua de mar durante la marea alta, por lo que no están protegidas contra la corrosión, y se inspeccionan con regularidad, y si se encuentra corrosión, se desraizan (partes que usan estacas de piedra, como el escenario plano).). Santuario principal de la sede, Heiden, sala de adoración (1 edificio o más), santuario de la sede (Haraiden), santuario principal del santuario de invitados del santuario, Heiden, salón de adoración (1 edificio o más), santuario del santuario de invitados del santuario, corredor este, corredor oeste Seis edificios fueron designados como tesoros nacionales en 1952, y el escenario alto, el escenario plano, los santuarios de invitados de las puertas izquierda y derecha y los paraísos izquierdo y derecho se tratan como tesoros nacionales. Según los registros, el antiguo Santuario de Itsukushima tenía un salón de verano (Honji-do), una tienda de gachas y una tienda de samuráis. Además, hay un escenario Tenjinsha y Noh como arquitectura adicional.
Aunque el santuario está ubicado en la costa norte de la isla en el Mar Interior de Seto, donde las olas son tranquilas, a menudo los tifones lo dañan porque se encuentra en la zona del mar. Después del siglo XX, el tsunami de montaña del 17 de septiembre de 1945 provocó un flujo de escombros debajo del piso de cada edificio. El tifón Kezia el 13 de septiembre de 1950 y el tifón Ruth el 14 de octubre de 1951 también resultaron dañados por la marejada ciclónica. El daño causado por el tifón No. 19 el 27 de septiembre de 1991 fue enorme, y los miembros del Sakurakubo se filtraron y el escenario de Noh se derrumbó mientras estaba atado con una cuerda. El tifón de septiembre de 2004 también causó daños como el derrumbe de Saraku Ryuutei. Debido al daño causado por la marejada ciclónica, los teatros izquierdo y derecho y el escenario inferior ubicado cerca del mar abierto se han reparado con frecuencia y no quedan partes viejas. Por otro lado, los edificios principales, como el santuario principal, el santuario de Heiden y la sala de adoración, fueron dañados por el tifón de 1991, como el techo de la corteza de ciprés que se volcó, pero el núcleo del edificio no se vio significativamente dañado.
Como se mencionó anteriormente, el santuario principal del Santuario Itsukushima a menudo resulta dañado por flujos de escombros y marejadas ciclónicas causadas por tifones. Sin embargo, solo algunos edificios como el escenario Noh, el santuario Kadoku y Rakubo se dañan cada vez. Estos edificios no existían en la era de Taira no Kiyomori y se agregaron más tarde, y todos son santuarios adjuntos con una estructura simple. Los edificios principales, como el santuario principal y la sala de culto, sufrieron daños leves durante el gran tifón de 1991. Masayuki Miura, un historiador de la arquitectura, dijo que el santuario interior del Santuario Itsukushima nunca se ha sumergido durante 850 años desde la época de Kiyomori, y que el santuario principal de este santuario no se sumerge ni siquiera en la marejada ciclónica una vez cada 200 años. Se dice que fue seleccionado y construido, y que solo los santuarios (santuario monkaku, paraíso, etc.) que no existían en la era Kiyomori fueron dañados por el tifón. Además, aunque el santuario principal de este santuario está construido en la zona del mar, la razón por la cual los pilares no se hunden de manera desigual es que el lugar donde se construyó originalmente el santuario fue excavado para convertirlo en el mar. sobre un gran lecho rocoso.
El santuario principal del Santuario Itsukushima fue construido en una forma cercana a la actual al final del período Heian, y el santuario fue construido por Taira no Kiyomori , el sacerdote de la época, con el apoyo de Taira no Kiyomori , quien fue designado por la guardia nacional Aki. El santuario en ese momento fue incendiado en el primer año de Jōgen (1207) y el segundo año de Jōgen (1223), y la parte principal del santuario existente fue reconstruida en el segundo año de Joji (1241) después del incendio. de Jōgen Es una cosa. El salón principal de la oficina central, el salón de adoración y el salón de adoración, y el salón principal del santuario de invitados, el salón de adoración, el salón de adoración y el salón de adoración eran los edificios en ese momento. Resulta ser una reconstrucción (1571). La reconstrucción en este momento no se debió a un incendio, y en 1569 hubo un incidente en el que los hermanos Wachi de la familia Bigo, que estaban en conflicto con Motonari Motonari , fueron asesinados en el santuario principal. herido. Aunque estos santuarios se reconstruyeron en la Edad Media, se considera que su tamaño y estilo son heredados de los del período Heian tardío . El santuario principal del Santuario Setsumatsusha se sometió a extensas reparaciones durante el segundo al quinto año de Eikyo (1430-1433) .

## Arquitectura

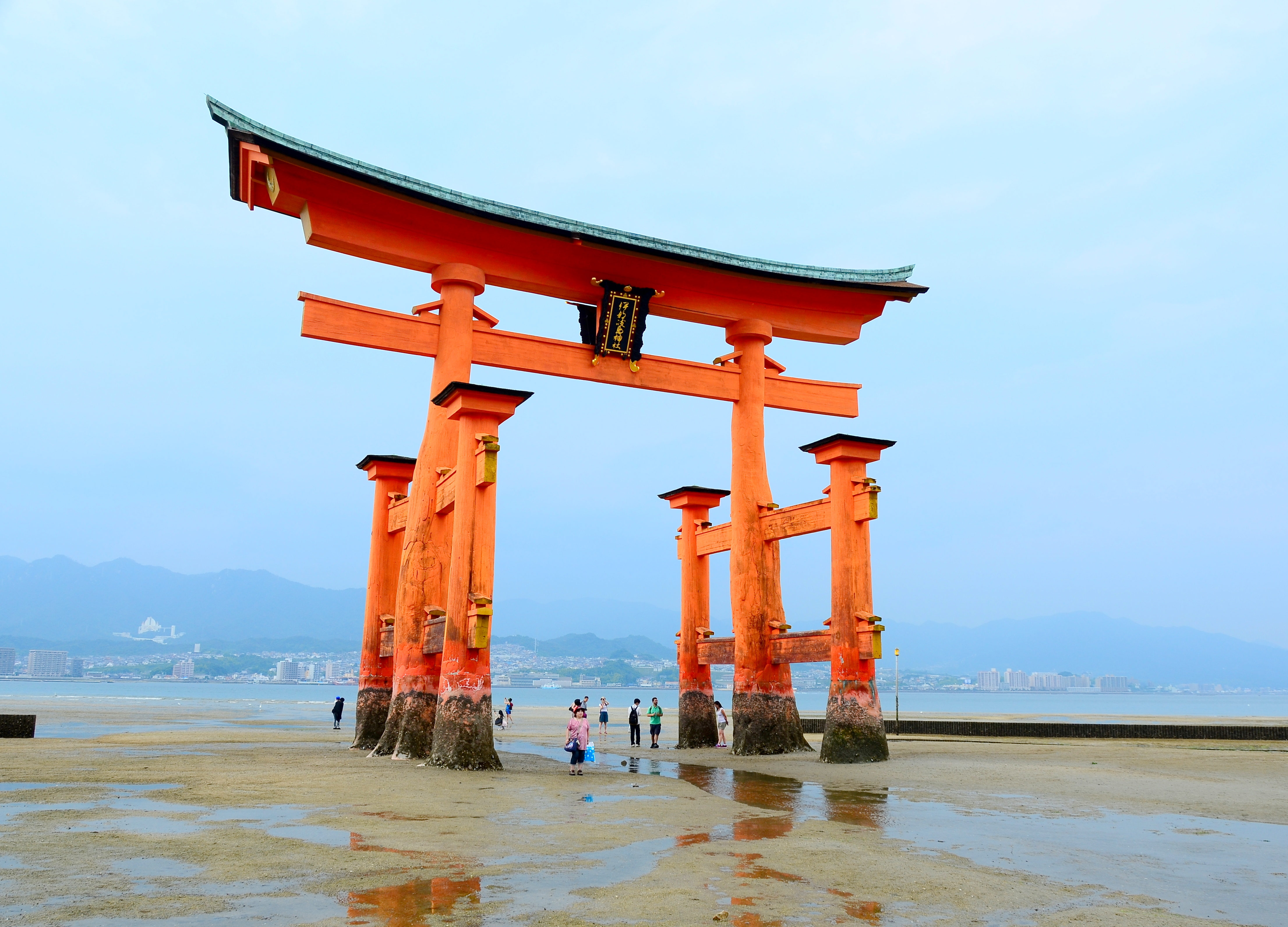
La puerta torii, accesible desde la isla durante la marea baja

Japón ha hecho un gran esfuerzo por conservar la arquitectura del Santuario, de estilo del siglo XII, a lo largo de la historia. El santuario fue diseñado y construido según el estilo Shinden-zukuri, dotado de estructuras en forma de muelle sobre la bahía de Matsushima para crear la ilusión de estar flotando sobre el agua, separado de la isla, a la que los devotos podían acercarse "como un palacio sobre el mar. " Esta idea de entrelazar la arquitectura y la naturaleza es un reflejo de una tendencia popular durante el siglo XVI, así como del período Heian en el que las estructuras japonesas tendían a "seguir a su entorno", permitiendo a menudo que los árboles, el agua y otras formas de belleza natural entraran en la decoración de las casas y edificios. Esto llevó a una relación mucho más íntima entre ambos.

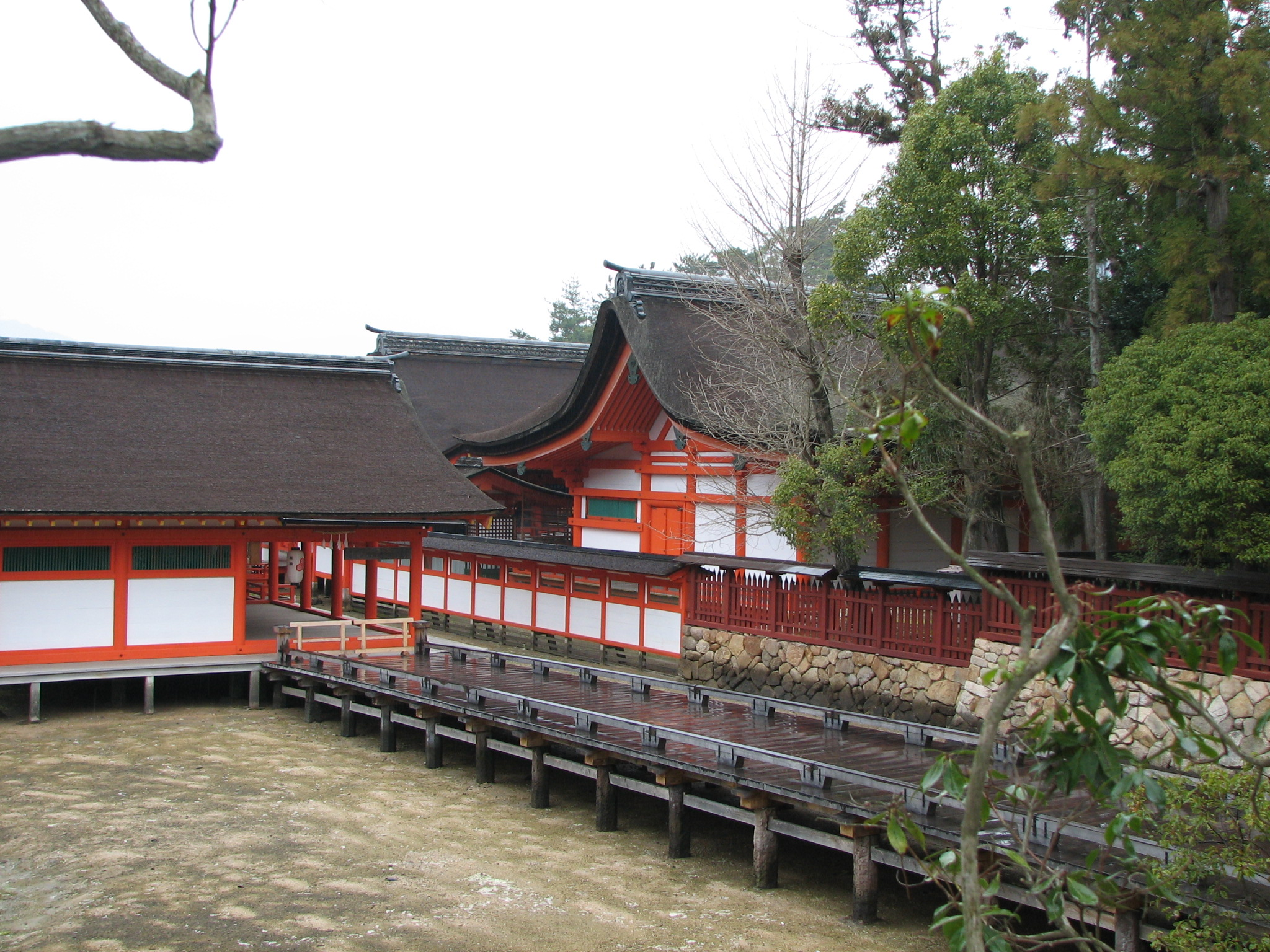
Itsukushima honden

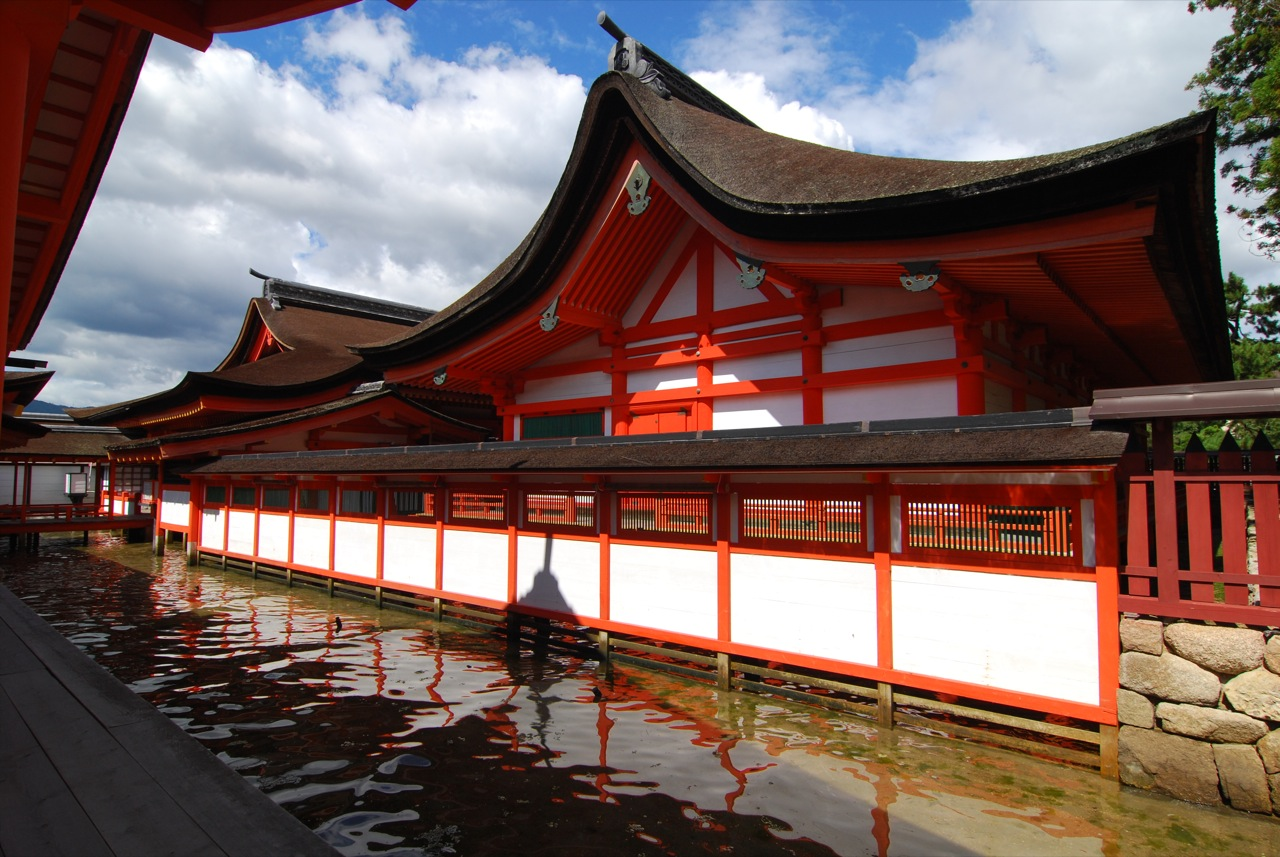
Itsukushima haiden

La característica más reconocible y célebre del santuario de Itsukushima es su puerta otorii ("gran puerta") de quince metros de altura, construida con madera de cámpora resistente a la descomposición. La colocación de una pata adicional delante y detrás de cada pilar principal identifica el torii como un reflejo del estilo de Ryōbu Shintō (sintoísmo dual), una escuela medieval de budismo esotérico japonés asociada a la secta Shingon.  El torii parece estar flotando sólo cuando la marea es alta. Cuando la marea está baja, sólo se puede acceder a pie desde la isla. La recolección de mariscos cerca de la puerta también es popular durante la marea baja. Por la noche, las potentes luces de la orilla iluminan el torii. Aunque la puerta ha estado en funcionamiento desde 1168, la puerta actual data sólo de 1875.
La arquitectura sintoísta tiene muchas partes distintas, la mayoría de las cuales incluyen el honden (sala principal) del santuario y el inusualmente largo haiden (oratorio principal), y su igualmente largo heiden (sala de ofrendas). El honden "es una estructura de ocho por cuatro crujías con un techo de kirizuma revestido de corteza de ciprés" Sus paredes están decoradas con estuco blanco; se construyeron mediante un proceso que requería quince capas de estuco blanco, con carpintería bermellón.
A los lados del haraiden del santuario principal se extiende un escenario de noh que data de 1590. Las representaciones teatrales de noh se han utilizado durante mucho tiempo para rendir homenaje a los dioses mediante la representación ritual de acontecimientos clave del mito sintoísta.
El 5 de septiembre de 2004, el santuario sufrió graves daños a causa de la Tifón Songda. Los paseos marítimos y el tejado quedaron parcialmente destruidos, y el santuario se cerró temporalmente para repararlo. Hoy en día cualquiera puede ir a visitar el santuario por 300 yenes.

## Significado religioso
El santuario de Itsukushima está dedicado a las tres hijas de Susano-o no Mikoto: Ichikishimahime no mikoto, Tagorihime no mikoto y Tagitsuhime no mikoto. También conocidas como sanjoshin o "tres deidades femeninas", estas deidades sintoístas son las diosas de los mares y las tormentas. Kiyomori creía que las diosas eran "manifestaciones de Kannon", por lo que la isla se entendía como el hogar del bodhisattva. En japonés, Itsukushima se traduce como "isla dedicada a los dioses" De hecho, la propia isla también se considera un dios, por lo que el santuario se construyó en las afueras de la isla. Además de su santidad, el monte Misen es "su pico más alto", de unos "1.755 pies de altura" Los turistas pueden subir a la cima a pie o en teleférico.
Entre sus tesoros se encuentra la célebre Heike Nōkyō, o "Sutras dedicados por el Casa de Taira."  Consisten en treinta y dos pergaminos, en los que los sutras del Loto, del Amida y del Corazón han sido copiados por Kiyomori, sus hijos y otros miembros de la familia, completando cada uno la transcripción de un pergamino, y fue "decorado con plata, oro y nácar por él mismo [Kiyomori] y otros miembros de su clan."

Originalmente Itsukushima era un santuario sintoísta puro "en el que no se permitía que los nacimientos o las muertes causaran contaminación". Debido a que la propia isla ha sido considerada sagrada, a los plebeyos no se les permitía poner el pie en ella durante gran parte de su historia para mantener su pureza. Conservar la pureza del santuario es tan importante que desde 1878 no se permiten muertes ni nacimientos cerca de él. A día de hoy, se supone que las mujeres embarazadas se retiren a tierra firme cuando se acerca el día del parto, al igual que los enfermos terminales o los ancianos cuyo fallecimiento es inminente. Los entierros en la isla están prohibidos. Para permitir que los peregrinos se acerquen, el santuario se construyó como un muelle sobre el agua, de modo que parecía flotar, separado de la tierra. La puerta de entrada roja, o torii, se construyó sobre el agua por una razón muy parecida. Los plebeyos tenían que conducir sus barcos a través del torii antes de acercarse al santuario.

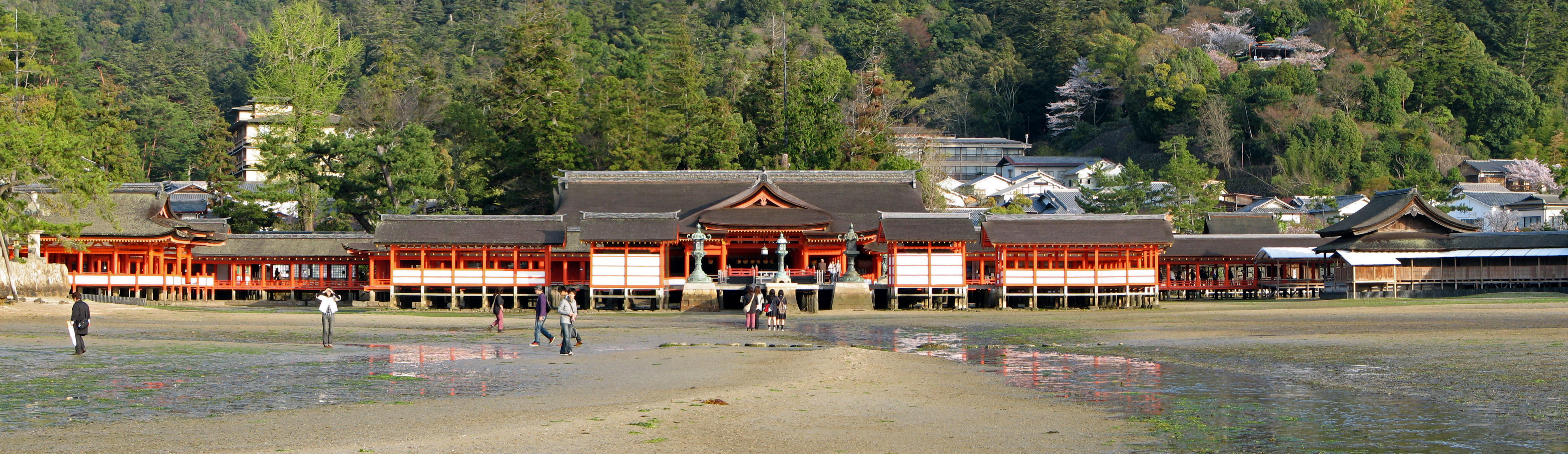
Vista desde el torii.

## Galería

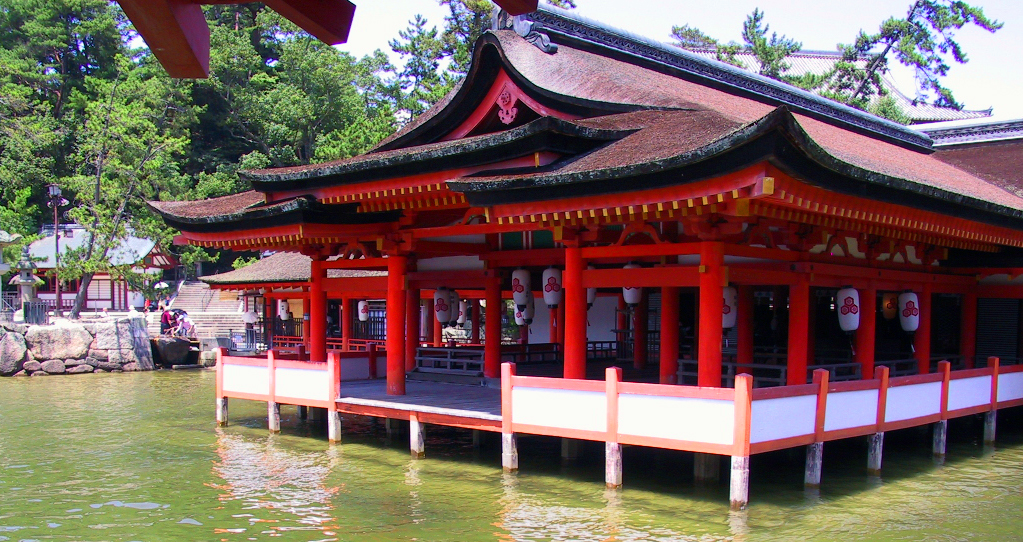
Las edificaciones del templo están construidas sobre el agua.
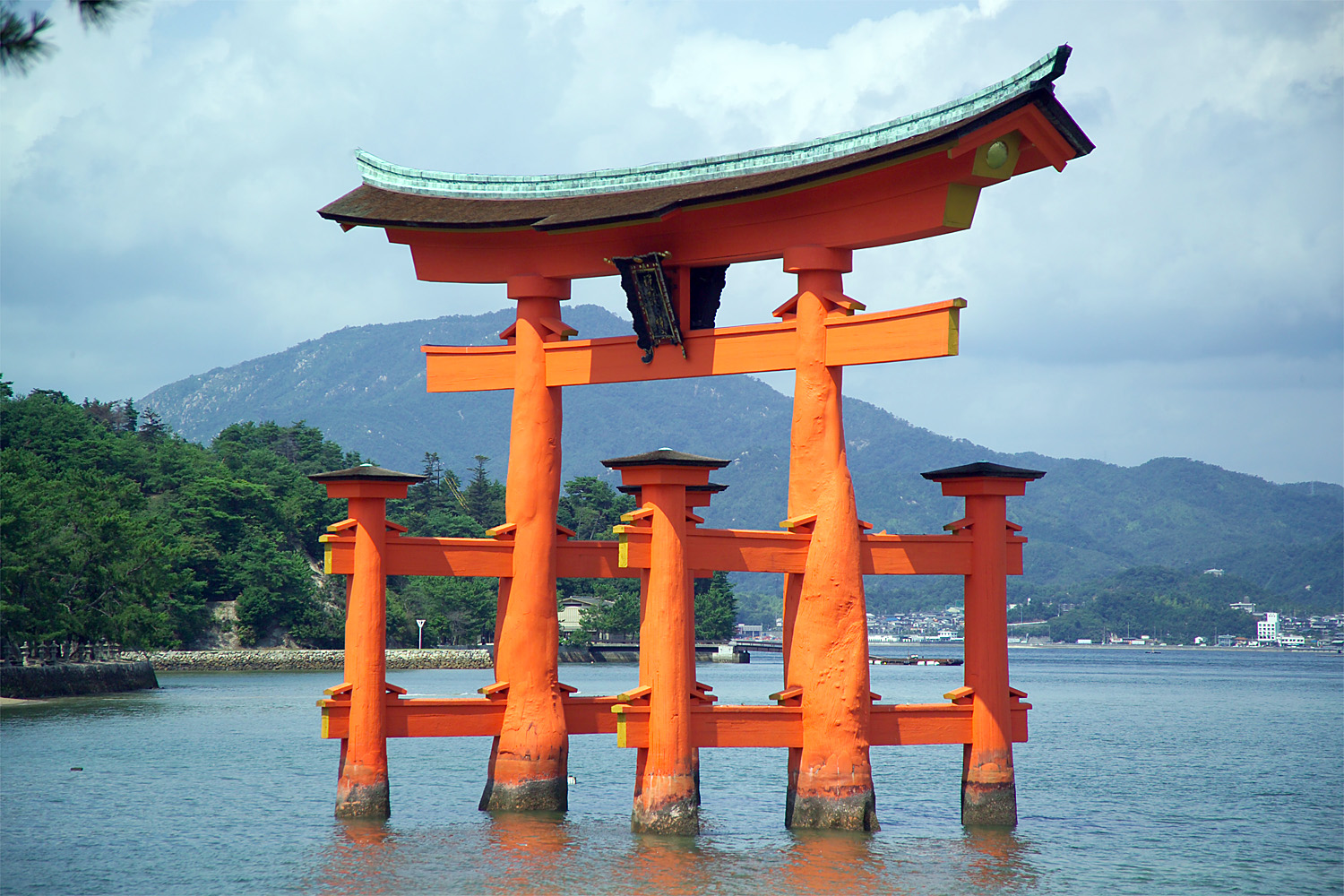
Vista del torii.
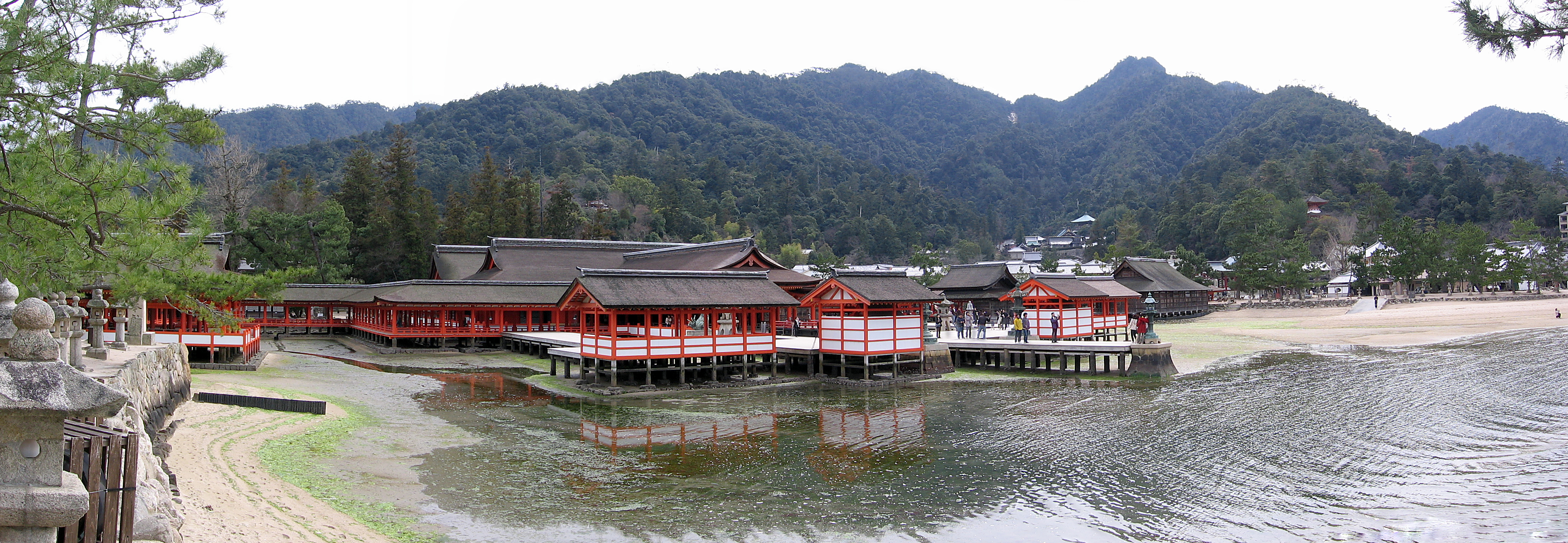
Vista del santuario.
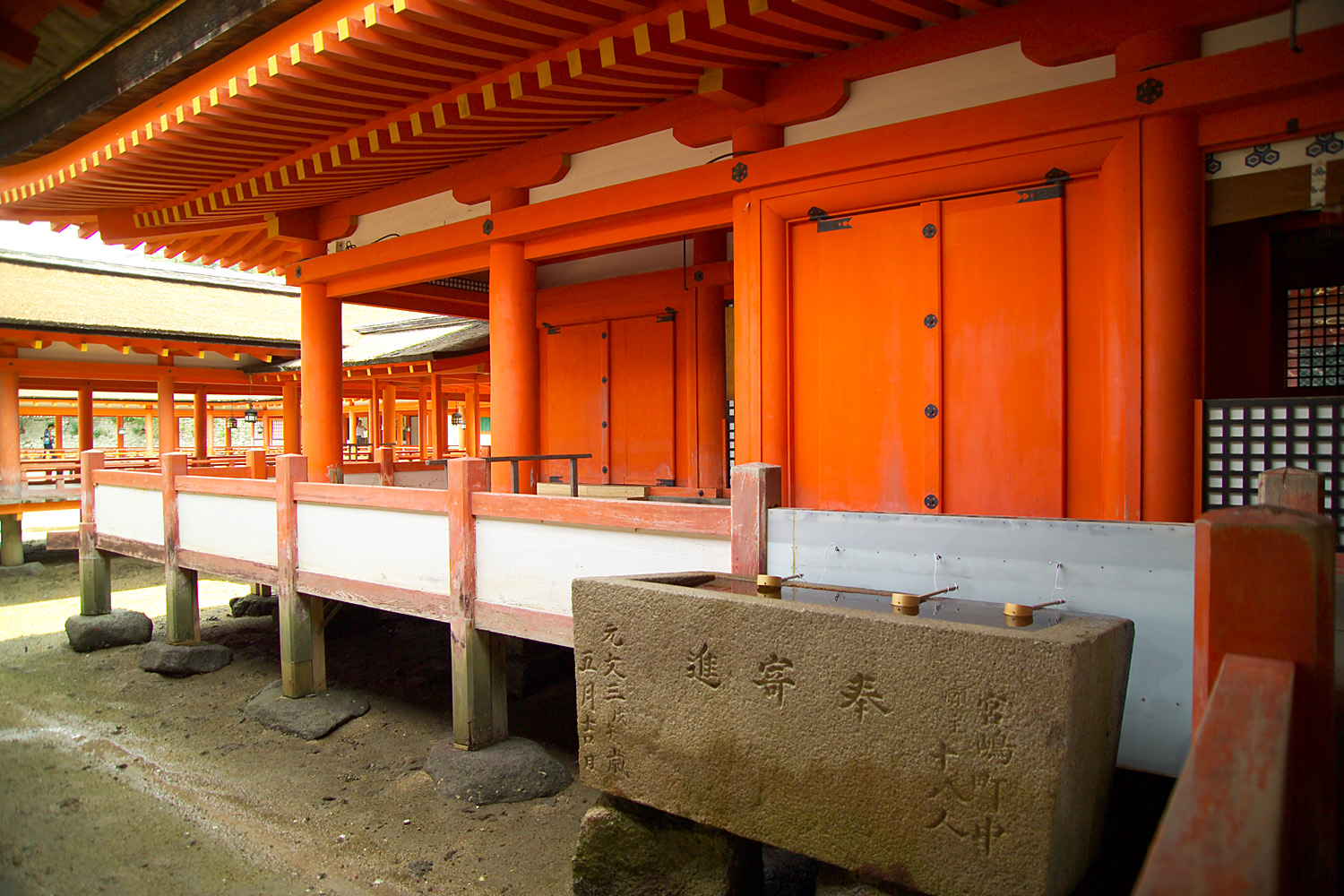
El Haiden.
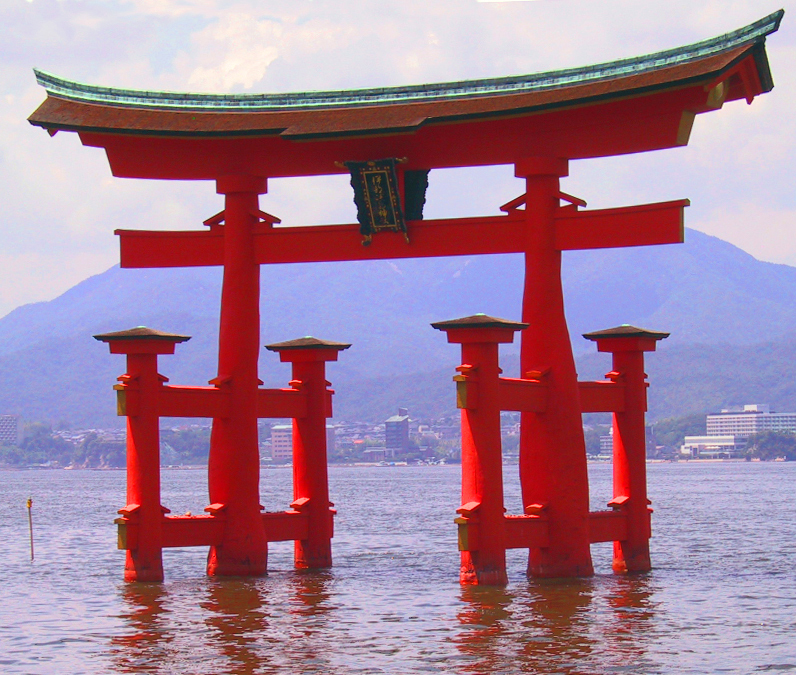
Otra vista del Torii.
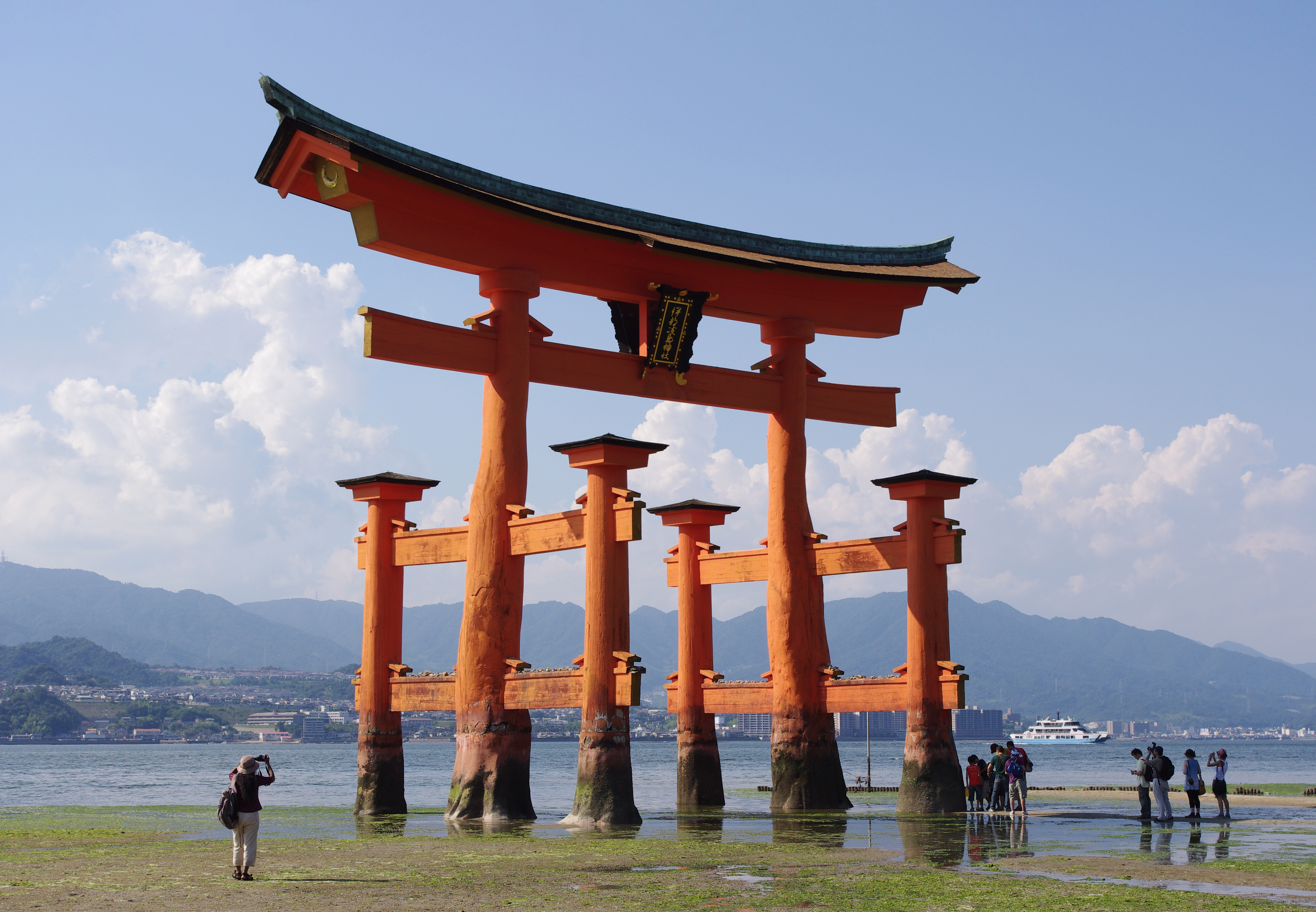
El Torii durante la marea baja.